# 串間市立秋山小学校
串間市立秋山小学校（くしましりつ あきやましょうがっこう）は、宮崎県串間市大字秋山にある公立小学校。
1874年（明治7年）創立。現校名となったのは1954年（昭和29年）。2023年（令和5年）に創立150周年を迎えた。
2025年（令和7年）4月より休校となった。

## 概要
1963年（昭和38年）に創立90周年を記念して校歌を制定。作詞・作曲ともに第15代校長・布施武による。歌詞は3番まであり、各番の歌詞中に校名の「秋山小」が登場する。
1973年（昭和48年）に創立100周年を記念して校章を制定。桜の花弁を背景にして、中央に校名の頭文字である「秋」の文字を配している。
学校教育目標は「しっかりとした夢をもち，夢の実現を目指して頑張る子どもの育成」。

## 沿革
- 1873年（明治6年） - 秋山の諏訪神社の神殿を教室として、創立。
- 1874年（明治7年） - 字下吐合に校舎を建設の上、「秋山小学校」と称する。
- 1886年（明治19年）- 小学校令施行により、簡易科（3年制）を設置の上、「簡易秋山小学校」に改称。
- 1889年（明治22年）5月1日 - 町村制施行により、南那珂郡4村（南方・北方・秋山・串間）が合併の上、「北方村」が発足。
- 1890年（明治23年）- 尋常科（4年制）を設置の上、「尋常秋山小学校」に改称。
- 1892年（明治25年）4月 - 「秋山尋常小学校」に改称。
- 1901年（明治34年）- 字山下に移転。
- 1908年（明治41年）4月 - 改正小学校令により、尋常科（義務教育年限）が4年制から6年制に改められる。尋常科5年を新設。
- 1909年（明治42年）4月 - 尋常科6年を新設。
- 1924年（大正13年）- 現在地に移転。
- 1933年（昭和8年）9月1日 - 「第三北方尋常小学校」に改称[注釈 1]。
- 1941年（昭和16年）4月1日 - 国民学校令施行により、「北方村第三北方国民学校」に改称。尋常科を初等科に改める。
- 1947年（昭和22年）4月1日 - 学制改革（六・三制の実施）により、第三北方国民学校の初等科が、新制小学校「北方村立第三小学校」に改組・改称。
- 1949年（昭和24年）9月15日 - 「北方村立秋山小学校」に改称。
- 1951年（昭和26年）1月1日 - 北方村が福島町に編入されたため、「福島町立秋山小学校」と改称。
- 1953年（昭和28年）
  - 2月 - 運動場を拡張。校舎（4教室等）を改築。
  - 6月 - 校舎（2教室等）を改築。
- 1954年（昭和29年）11月3日 - 町村合併により、串間市が発足。これにより、「串間市立秋山小学校」（現在名）に改称。
- 1964年（昭和39年）1月 - 学校給食（A型）を開始。
- 1965年（昭和40年）3月 - 体育館が完成。
- 1971年（昭和46年）
  - 9月 - 学校給食が自校調理から給食共同調理場調理に変更となる。
  - 11月3日 - 校歌を制定。
- 1972年（昭和47年）2月 - 各教室の移動隔壁を改修の上、固定壁とする。
- 1973年（昭和48年）
  - 4月4日 - 創立記念日を11月20日と制定。
  - 5月2日　校章（サクラの花弁に「秋」の文字）を制定。
  - 11月20日 - 創立100周年記念式典を挙行。
- 1976年（昭和51年）3月 - 鉄筋コンクリート造2階建ての新校舎が完成。
- 1977年（昭和52年）10月 - プールが完成。
- 1995年（平成7年）6月 - 旧体育館を解体。
- 1996年（平成8年）2月 - 新体育館が完成。
- 2007年（平成19年）7月 - 運動場小城久保側の校門が台風により倒壊。
- 2015年（平成27年）12月 - 長崎原子爆弾被爆三世の柿の木を植樹。
- 2022年（令和4年）9月 - 最後の地域との合同運動会を実施。
- 2023年（令和5年）10月 - 串間市立北方小学校との合同運動会（第1回）を実施。
- 2025年（令和7年）4月1日 - 休校となる[1]。

## 通学区域
串間市のうち「大字秋山」。串間市立串間中学校区。

## 交通アクセス
- 最寄り鉄道駅
  - JR九州日南線 日向北方駅・日向大束駅
- 最寄りバス停留所
  - 串間市コミュニティバス「下秋山」停留所
- 最寄り幹線道路
  - 宮崎県道438号北方南郷線

## 周辺
- 諏訪神社 - 本校創立当初に社殿を教室としていた。